# Distretto di Sivia
Il distretto di Sivia è uno degli otto distretti della provincia di Huanta, in Perù. Si trova nella regione di Ayacucho e si estende su una superficie di 723,39 chilometri quadrati.

Istituito il 6 novembre 1992, ha per capitale la città di Sivia; nel censimento del 2007 contava 11.956 abitanti.